# Kościół Wniebowzięcia Najświętszej Maryi Panny w Attard
Kościół parafialny Najświętszej Maryi Panny (malt. Il-Knisja ta' Santa Marija, ang. Parish Church of Saint Mary) – rzymskokatolicki kościół parafialny w Attard na Malcie, pod wezwaniem Wniebowzięcia Najświętszej Maryi Panny. Kościół, zbudowany pomiędzy 1613 a 1624 rokiem, przypisywany jest architektowi Tommaso Dingli, i uważany jest za najwspanialszy renesansowy kościół na Malcie. Wciąż posiada swój oryginalny kształt, z wyjątkiem dzwonnicy i dwóch zakrystii, które zostały dobudowane w wiekach XVIII oraz XIX.

## Historia
Kościół parafialny pw. Wniebowzięcia Matki Bożej zbudowany został w latach 1613–1624, jego projekt przypisywany jest architektowi Tommaso Dingli. Rzeźby wewnątrz kościoła są pracą samego Dingli oraz Giovanniego Attarda.
Chociaż Dingli zaplanował dzwonnicę przy kościele, ta nie została zbudowana aż w latach 1718–19. Czasami jest przypisywana architektowi Giovanniemu Barbara, lecz nie ma dowodów na potwierdzenie tego faktu. Dzwonnica ma pięć dzwonów, ufundowanych pomiędzy rokiem 1713 a 1830. Zegar na wieży wykonany został przez Michelangelo Sapiano w roku 1872.
Poświęcenie kościoła i nadanie mu wezwania nastąpiło 7 maja 1730 roku. Zakrystia została zbudowana w roku 1740, a jej sufit został udekorowany przez mistrza budowlanego Karma Debono w roku 1902. Drugą zakrystię zbudowano w latach 1856–1857 pod kierunkiem mistrza budowlanego Mikiela Mamo. Jest dziś używana jako "pokój płaczu".
Ogrodzony przez niski murek kolumnowy teren z przodu kościoła powstał w roku 1891, lecz został zniszczony podczas II wojny światowej; odbudowano go w roku 1958.
Kościół jest zabytkiem narodowym 1. klasy, jest również umieszczony na liście National Inventory of the Cultural Property of the Maltese Islands.

## Architektura kościoła

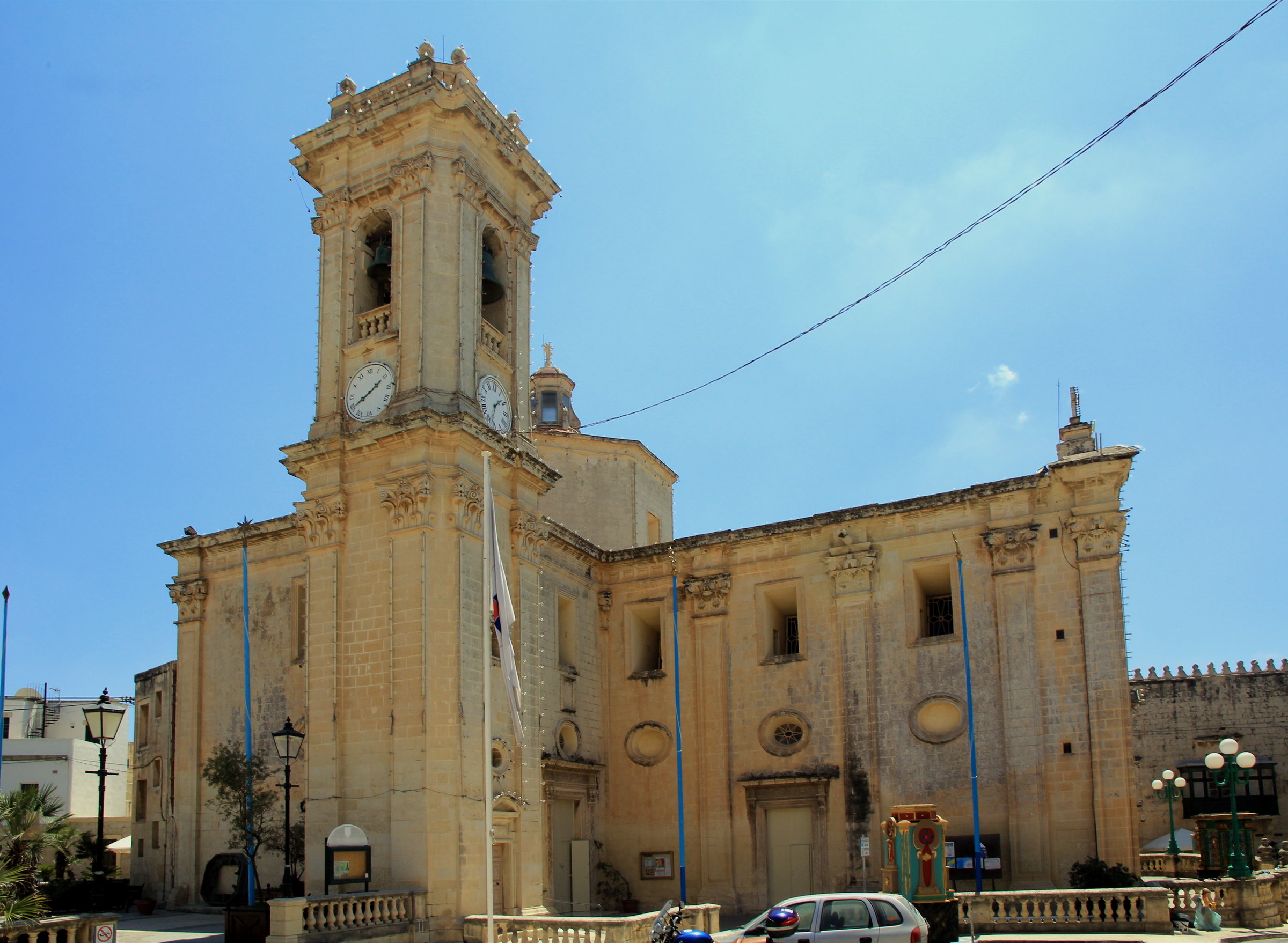
Kościół z dzwonnicą widoczny z boku

Kościół jest przykładem architektury renesansowej, i jest uznawany za najwspanialszy kościół renesansowy na Malcie. Jest przypisywany architektowi i rzeźbiarzowi Tommaso Dingli, i jest prawdopodobnie jednym z jedynie dwóch ocalałych kościołów, które zachowały oryginalne ułożenie Dingli'ego; drugim jest stary kościół parafialny w Birkirkara.
Fasada kościoła okolona jest przez korynckie pilastry, i zwieńczona trójkątnym frontonem. Główne wejście usadowione jest w centrum fasady, rzeźbione elementy kamienne wokół portalu oraz głowice pilastrów są bardzo ozdobne, co jest prawdopodobnie wpływem hiszpańskiego stylu plateresco. Fasadę dekoruje sześć nisz, zawierających statuy świętych lub postaci biblijnych, po trzy z każdej strony wejścia. Rzeźby wyszły spod ręki Francesca Saverio Sciortino w roku 1945.
Kościół postawiony jest na planie krzyża, z kopułą i dzwonnicą. Wewnątrz znajdują się stalle, kaplice po obu stronach nawy głównej, dwie zakrystie i dziesięć ołtarzy. Sufit nawy głównej i nad stallami udekorowany jest freskami.